# Silver Creek (Omineca River)
Der Silver Creek ist ein etwa 28 km langer rechter Nebenfluss des Omineca River in der Stikine Region, im Nordwesten der kanadischen Provinz British Columbia.
Der Silver Creek fließt nach Norden durch die Berge der Interior Mountains. Er nimmt bei Flusskilometer 18 den Kenny Creek linksseitig auf. Auf den letzten 5 Kilometern wendet sich der Silver Creek nach Osten und mündet schließlich, etwa 56 km westlich von Germansen Landing, in den Omineca River.
Im Silver Creek wurde 1868 Gold durch Byrnes’ „Peace River Prospecting Party“ entdeckt, aber erst in den 1930er Jahren wurde über die Förderung berichtet. In den Jahren 1935 und 1954 wurden Bohrungen zur Erkundung des Silver Creek durchgeführt. Die Arbeiten wurden sporadisch fortgesetzt. Im Silver Creek wurde nach Gold und Silber geschürft. Seifengold wurde in flachen präglazialen Schottern auf oder unmittelbar über dem anstehenden Gestein gefunden.
Arqueritnuggets aus Silber und Quecksilber sowie Felsbrocken aus Cinnabarit mit einem Durchmesser von bis zu 60 cm wurden auch im Silver Creek in der Nähe seines Zusammenflusses mit dem Kenny Creek gefunden.